# Bestorming van Felix Meritis
De bestorming van Felix Meritis is de aanval in 1956 van een anticommunistische menigte op Felix Meritis aan de Keizersgracht in Amsterdam. Het gebouw was het onderkomen van de Communistische Partij van Nederland, ook redactie en drukkerij van haar spreekbuis, het dagblad De Waarheid waren er gevestigd. Als reactie op het gegeven dat de Nederlandse communisten de inval van de Sovjet-Unie in Hongarije steunden waren er dagenlang grootschalige rellen rond het pand. De ongeregeldheden duurden van 4 tot 6 november 1956. Kleinere ongeregeldheden door de hele stad zouden in de daaropvolgende maanden nog volgen.

## Aanleiding

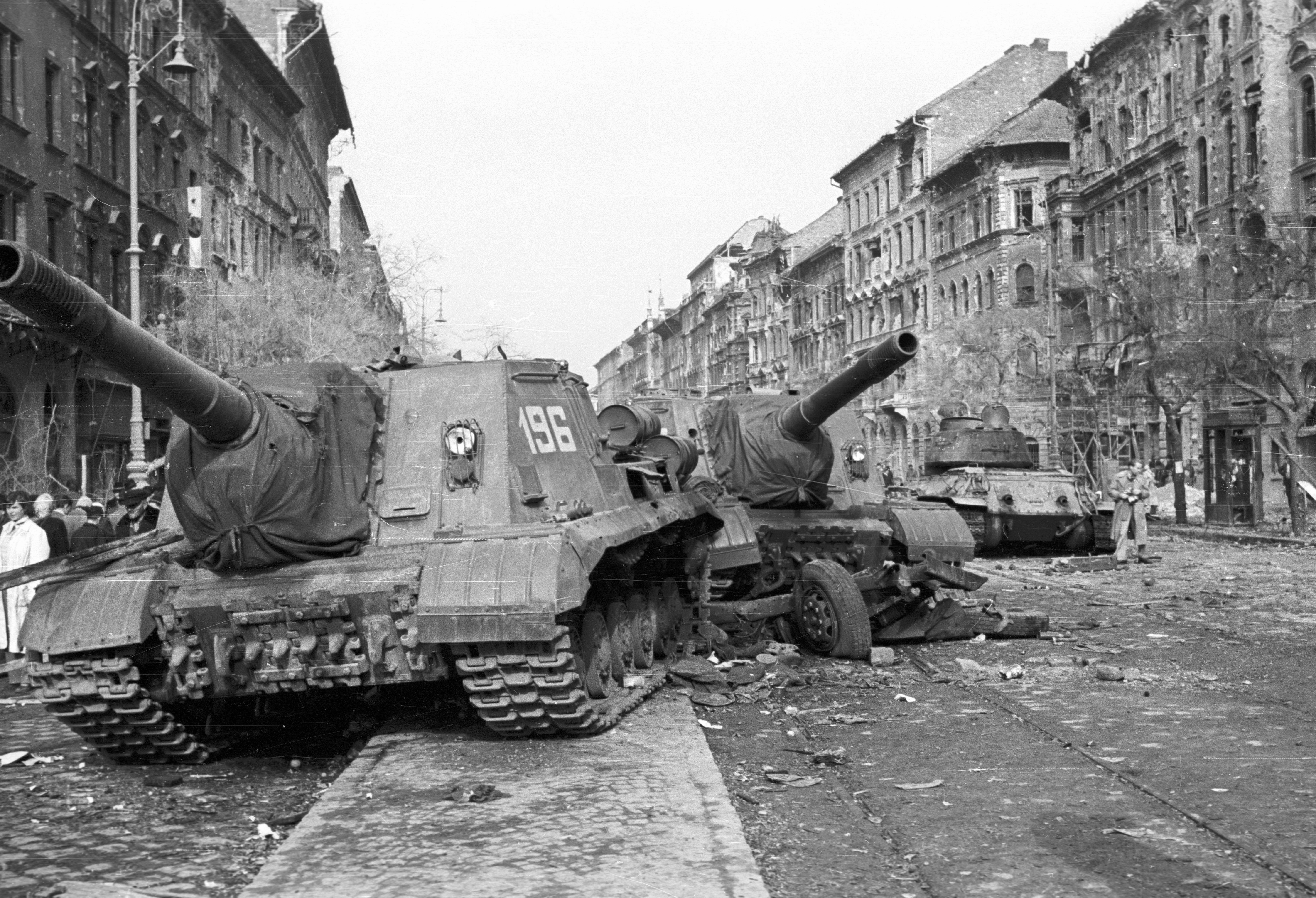
Restanten van de inval: twee kapotte ISU-152 geschutwagens en een T-34 tank in District VIII van Boedapest.

De reden voor de bestorming gaat terug naar 23 oktober van dat jaar. In de Volksrepubliek Hongarije breken in de nacht van 23 op 24 oktober protesten uit in de hoofdstad Boedapest. Vreedzame betogers van de Technische Universiteit Boedapest tonen hun solidariteit met de inwoners van het Poolse Poznań omdat in juni van 1956 een opstand daar bloedig was neergeslagen. De situatie escaleert in de dagen erna: tienduizenden inwoners van Boedapest sluiten zich spontaan aan bij de studenten, vlaggen met het staatswapen worden neergehaald en het embleem van de volksrepubliek eruit geknipt, de gehate rode sterren op officiële gebouwen worden neergehaald en zelfs een acht meter hoog standbeeld van Jozef Stalin dat op het Heldenplein staat, moet eraan geloven als het uit zijn sokkel wordt getrokken. Nadat Ernő Gerő de betogers "volksvijanden" noemt, die "er enkel op uit waren om de macht van de arbeidersklasse te ondergraven" en "de banden tussen onze partij en de roemrijke Sovjet-Unie te verbreken", loopt de situatie volledig uit de hand en veranderen de betogingen in een volledige opstand. Het leger deelt wapens uit aan de opstandelingen, die hun woede nu richten op de gehate geheime politie van het land - de Államvédelmi Hatóság, afgekort AHV. In de dagen die volgen moeten de gelegerde Sovjettroepen zich buiten Boedapest hergroeperen, wordt de regering van Gerő tot aftreden gedwongen ten gunste van Imre Nagy en treedt de nieuwe regering zelfs uit het Warschaupact.
Als reactie op de opstand grijpt de Sovjet-Unie in om de orde in het land te herstellen en gezichtsverlies te voorkomen. Op 3 november wordt een Hongaarse delegatie onder leiding van de minister van Defensie Pál Maléter, die uitgenodigd is om in Tököl te onderhandelen, gearresteerd. De echte grote tegenreactie komt pas op 4 november 1956 als zeventien zwaarbewapende Sovjet-divisies worden ingezet om de opstand op brute wijze neer te slaan. Boedapest wordt omsingeld en de tanks rijden de straten binnen. De lichtbewapende Hongaarse burgers kunnen weinig uithalen en als gevolg daarvan vallen duizenden doden en gewonden en slaan zo'n 100.000 Hongaren op de vlucht naar Europa, waaronder Nederland.
In de hele wereld wordt met afschuw gereageerd op deze bloedige machtsovername. In Europa gaan duizenden mensen de straat op om in stille tochten hun steun te betuigen aan de Hongaren, ook in Nederland. Er zijn echter ook mensen die hun woede richten op communistische instellingen, in Nederland zijn dat het hoofdkantoor van de Communistische Partij Nederland (CPN) en hun dagblad De Waarheid, die al sinds 1947 in het gebouw van Felix Meritis hun onderkomen hebben. De redenen hiervoor zijn de laatdunkende en zelfs arrogante houding die de partij en het dagblad hebben getoond in de voorafgaande weken ten aanzien van de Hongaarse 'contrarevolutie' en de demonstranten, en omdat de CPN weigert afstand te nemen van de Sovjettroepen en de invasie. In een brochure stelt de CPN zelfs dat de situatie daar uit de hand is gelopen omdat "reactionairen en fascisten, gebruikmakend van onvrede onder de bevolking, hadden getracht het socialisme te vernietigen".

## Gebeurtenissen

### 4 november

#### Eerste confrontaties
De inval in Hongarije eerder in de ochtend zorgt voor een groeiende verontwaardiging in Nederland, en voornamelijk Amsterdam, gedurende de middag- en avonduren. Toevallig is, op de dag dat de inval plaatsvindt, die ochtend net een filmdag van de Communistische Partij Nederland bezig in het Cinema Royal aan de Nieuwendijk. De film die wordt afgespeeld voordat CPN-partijvoorzitter Henk Hoekstra de bioscoop binnenloopt om Fred Bergveld, medewerker van de propaganda-afdeling van de partij, te waarschuwen, heet Tank Brigade, een Tsjecho-Slowaakse propagandafilm die de grote Sovjetoverwinning op Nazi-Duitsland verheerlijkt. "Afsluiten" zegt Hoekstra. Als Bergveld niet snel genoeg reageert op zijn instructie, herhaalt Hoekstra zijn woorden: "Afsluiten, kappen. We verwachten rottigheid in de stad." Na deze woorden ontruimt hij snel de zaal alvorens het duo snel naar het Felix Meritis gebouw loopt. Eerder die ochtend voelt de secretaris van de CPN-afdeling Amsterdam Wim van het Schip al aan dat het fout kan gaan als hij naar de radio luistert en intuïtief voelt hij dat hij naar Felix Meritis moet gaan. Hij belt rond 10:00 uur 's ochtends voor het verlaten van zijn huis nog met enkele leden van het partijbestuur. Hij wil weten of de dansavond van het ANJV (het Algemeen Nederlands Jeugd Verbond, ook wel bekend als de jonge communisten) nog wel door kan gaan. Het besluit is snel genomen: om mogelijke verdedigers van het gebouw te mobiliseren, moet de dansavond wel doorgaan. Na het gesprek stapt Van het Schip op de fiets en rijdt hij gehaast naar het partijgebouw. Hier treft hij slechts een tiental partijgenoten aan en realiseert zich al snel dat het gebouw met zo weinig mensen onverdedigbaar is. Hij belt met meerdere mensen en spreekt met Hoekstra af dat ze gaan proberen om een aantal personen uit bioscoop Royal om hulp te vragen. Dit lukt en rond het middaguur zijn er enkele tientallen partijleden, die binnen afwachten op wat er komen gaat. Onder die leden bevinden zich ook Simon Schilp en Ger Harmsen. Hij is mede naar het gebouw gegaan omdat hij weet dat, na de volkswoede die ontstond over de Praagse Coup en de Koreaanse Oorlog, ook nu de kans groot is dat velen woedend zullen zijn. Het duurt niet lang of een paar nieuwsgierige voorbijgangers blijven hangen en kijken naar het hoofdkantoor, zowel vlak voor het gebouw alsmede vanaf de overkant op de Keizersgracht.
De partijleden wachten gespannen af wat er gaat gebeuren, maar de actie blijft vooralsnog uit. Hierop besluiten ze om zelf maar te roepen. Dit lokt een reactie uit van een woedende enkeling, gevolgd door een tweede persoon. Niet lang daarna is er sprake van een waar spreekkoor dat leuzen als "Moordenaars!" en "Verraders!" naar de CPN-leden roept. Een agent dringt er bij de demonstranten op aan om door te lopen waardoor het even stil wordt, maar daarna begint het geschreeuw opnieuw. De spanning stijgt en de groeiende menigte begint massaal de leus "De Waarheid kapot, Felix op slot!" te schreeuwen. Een geëmotioneerde Simon Carmiggelt loopt die dag richting Felix Meritis samen met zijn vrouw Tiny de Goey. Hun vriendin Mance Post volgt ze met hun kinderen en is tot haar verbazing getuige van zijn daad van protest. Als Carmiggelt namelijk langs Felix loopt, ziet hij een platte vitrine tegen het gebouw hangen met daarin een exemplaar van dagblad De Waarheid. Hij werpt een blik op de koppen en ziet dat de krant de opstandelingen als "reactionaire kapitalisten en conservatieve kerkleiders" afschildert. Hij wordt hier zo kwaad om dat hij een ruit van de vitrine ingooit. Enkele omstanders schreeuwen dat hij door moet lopen, maar hij weigert koppig. Kort daarop wordt hij met tegenzin door twee agenten gearresteerd voor zijn daad en zit hij op Politiebureau Singel tegenover een moedeloos ogende agent, die op vriendelijke en begripvolle wijze naar zijn verhaal luistert. Hij voorspelt dat er onrust in de stad zal zijn die avond en verlaat niet lang daarna het politiebureau nadat een rechercheur een proces-verbaal heeft opgemaakt. Als protestactie zal hij de hele week geen Cursiefje in Het Parool meer schrijven.
In Felix Meritis hebben zich inmiddels tientallen partijleden verzameld. Deze partijleden bestaan uit redacteuren van De Waarheid, technisch personeel en verschillende andere partijgenoten. Partijbestuurder Harry Verheij is druk bezig om de verdediging te organiseren want hij voorspelt al vroeg dat er 'een hoop trammelant' zal zijn, en dat die woede zal worden gericht op het hoofdkantoor. Hij is om die reden al in de loop van de ochtend naar de Keizersgracht gegaan om de leiding van de verdediging op zich te nemen en te coördineren. Als CPN-lid Wouter Gortzak rond 18:00 uur arriveert bij het gebouw, probeert hij langs de schreeuwende menigte te lopen en lukt het hem nog net om Felix binnen te komen zonder in elkaar geslagen te worden. Hij is nog geen minuut binnen of hij komt zijn grootmoeder en CPN-raadslid Rie Kogenhop in de gang tegen, evenals andere mannen met vastberaden gezichten. Ze roept dat hij naar huis moet gaan omdat het hier te gevaarlijk is maar hij houdt stellig vast aan zijn besluit: de partij staat boven alles en hij is vastberaden het gebouw met hand en tand te verdedigen.
Hans Daudt is ook op weg naar Felix Meritis na de berichtgevingen en ziet dat de ruit van de communistische boekhandel Pegasus aan de Leidsestraat het al heeft moeten ontgelden. Hij ziet duizenden mensen aan de Keizersgracht tegenover het gebouw staan: de gracht aan de kant van het gebouw zelf is afgezet bij de Berenstraat en de Runstraat dus de woedende menigte kan daar niet komen. Als hij zich langs de menigte wurmt om het gebouw te bereiken, merkt hij dat de meesten nieuwsgierig afwachten wat er gaat gebeuren: ze aarzelen wat heen en weer en praten met elkaar over de gebeurtenissen van die dag. Dan merkt hij op dat enkele honderden demonstranten zich klaarmaken om tot actie over te gaan. Deze demonstranten bestaan uit studenten, werkende jongeren en nozems die ongetwijfeld ook niet blij zijn met de inval, maar nu ook een goed excuus hebben om herrie te schoppen.

#### Escalatie
De vlam slaat rond 8 uur in de pan: iemand gooit de eerste steen en zo barst de allereerste ruit van Felix Meritis. De hiervoor verantwoordelijke straatklinker komt vanaf de overkant van de gracht, waar een grote groep jongeren luidkeels staat te schreeuwen. De politie lijkt de actie bijna expres oogluikend toe te staan en treedt nauwelijks op. Af en toe manen ze de betogers tot doorlopen, maar treden niet op tegen de steeds bozer wordende massa. Nadat ze dit doorhebben, begint de grote groep naar de voorkant van het gebouw te lopen. Ze breken gemakkelijk door de afzettingen en dan beginnen zo'n 500 boze jongeren stenen uit de straat te trekken. Vervolgens bekogelen ze de voorzijde van het partijgebouw, voor het oog van de lakse politie. Af en toe klinkt er door het gerinkel van glas geschreeuw en getier. Velen vragen zich af wanneer de verdedigers van het gebouw zullen aanvallen en een enkeling is bang om tegenover gedisciplineerde en bewapende communisten te staan. Zover komt het echter niet: de CPN-leden beheersen zich en barricaderen zichzelf binnen. Het communistische gemeenteraadslid Wim Jansz belt vanuit Felix Meritis meermaals burgemeester Arnold Jan d'Ailly om hem te verzoeken de politie onmiddellijk in te laten grijpen. De burgemeester antwoordt slechts dat de bevolking nijdig is en dat het niet eenvoudig is om dit voor elkaar te krijgen omdat veel agenten op het moment met verlof zijn. Dit is een leugen: later blijkt dat er wel degelijk 'veel personeel in reserve' was.
Hoewel het buiten steeds onrustiger begint te worden, gaat de wekelijkse dansavond van het ANJV in de Zuilenzaal op de eerste verdieping van Felix Meritis gewoon door. Diskjockey en overtuigd communist Dick Kort heeft net een plaat van Victor Sylvester opgezet als hij buiten veel kabaal hoort. Hij loopt naar het raam en ziet een enorme, boze mensenmassa die voor het gebouw, Brug 48 en de Berenstraat staan. De menigte aan de voorzijde is inmiddels niet meer te houden en schreeuw massaal "Terwijl Boedapest brandt, dansen de communisten!". Hierop maakt Kort direct een einde aan de feestavond en verlaten de gasten hals over kop Felix Meritis, waarna hij zich bij andere voegt die aan de achterkant het gebouw de boel ferm aan het verdedigen zijn.
Honderden straatstenen worden voor de ogen van de Amsterdamse politie losgerukt en naar het gebouw gesmeten, met als gevolg dat alle ruiten aan de voor- en achterzijde in scherven uiteen vallen. Dit is echter het maximum wat de boze volksmassa weet te bereiken, want uiteindelijk lukt het ze niet om Felix Meritis binnen te dringen. De toegesnelde CPN-leden slagen erin om ze buiten de deur te houden. Aan de overkant van de gracht staat een groepje twintigers die leuzen als Vuile communisten!", "Moordenaars! en "Fascisten!" schreeuwen. Jongeren en ook ouderen hebben intussen om beurten de voorkant van Felix Meritis en de achterzijde, waar de drukkerij en expeditie zich bevinden, met klinkers bekogeld. Een van de stenengooiers, Aart Janszen, vertelt jaren later dat zijn boosheid niet tegen de communisten in het gebouw was gericht, maar meer tegen het gebouw zelf omdat het het symbool stond van het communisme in Nederland. Tegen 23:00 uur is de menigte, bestaande uit Katholieke jongeren die ook wel bekend staan als Kajotters vanwege hun organisatie (de Katholieke Arbeidersjeugd), straatvechters en gewone burgers, gegroeid tot enkele duizenden.
Omdat aan de voorzijde van Felix Meritis de politiemacht nu te sterk is om de deur te forceren, verplaatst de menigte zich nu naar de achterkant voor de beslissende stormloop omdat daar, bij de Prinsengracht, de drukpersen staan opgesteld. Ze schreeuwen leuzen als "Dat krot in brand!" en "De pers moet kapot!". Nadat een aantal van hen een dreghaak verwijderen van een brug, proberen ze de deur te bestormen. Sommige aanvallers schijnen zelfs snijbranders bij zich te hebben. Uiteindelijk wordt de traliedeur van de drukkerij met een handkar en ijzeren balken geramd. Via de kapotte ramen van de expeditiedeur gooien een aantal mensen brandende lappen en ander brandbaar materiaal naar binnen, waardoor brand ontstaat. De straatstenen en glasscherven kletteren intussen ook over de persen. Ongeveer twintig meter dieper in het gebouw zijn de zetters en opmakers van De Waarheid nog altijd hard bezig met hun werkzaamheden, zodat de krant de volgende morgen alsnog kan worden gepubliceerd en bezorgd. Nadat de menigte een ruit heeft ingegooid, proberen ze het gebouw binnen te dringen. Dit wordt alleen voorkomen omdat de CPN-leden de relschoppers uit alle macht proberen te stoppen met stokken, grote staven die ze uit de persen hebben getrokken en verscheidene andere voorwerpen, terwijl de klinkers en scherven hen nog altijd om de oren vliegen. Iemand blust de kleine brand met een brandblusser en een aantal anderen trekken een groot zeil over de drukpersen om te voorkomen dat glas of andere rotzooi in de persen kan komen. Drie tot vier meter achter hen, buiten het bereik van de stenen en glasscherven, staan tientallen andere partijleden klaar om eventuele binnendringers 'een warm onthaal' te geven. Volgens sommige berichten schijnen er ook vuurwapens aanwezig te zijn in het gebouw. De toestand begint nu kritiek te worden; de kleine drukkerijdeur staat op een kier en de grote deur, slechts gebarricadeerd door grote rollen papier, kon het op ieder moment begeven. Ook is het twijfelachtig of de kleine groep het pand nog langer kan verdedigen.
Kort voor middernacht proberen ongeveer 40 CPN-leden elders een tegenaanval te orkestreren als ze de ruiten van het Telegraafgebouw aan de Nieuwezijds Voorburgwal willen ingooien. De groep wordt echter uiteengedreven door snel politiehandelen nog voor ze hiertoe de kans krijgen en CPN-kamerlid Henk Gortzak loopt hierbij klappen op. Rond 03:00 uur 's nachts doen de partijleden een uiterste poging om de menigte te verjagen: ze klimmen op het dak en beginnen flessen gevuld met frisdrank naar de betogers te werpen. "Zijn jullie bedonderd om met flessen te gooien?!" schreeuwt een agent, maar de verdedigers op het dak laten zich niet van hun stuk brengen. Ze bombarderen de woedende betogers rondom het gebouw met flesjes koolzuurhoudende limonade, wat in grote knallen en veel schuim resulteert. De mensenmassa weet echter niet dat het om frisdrank gaat en vermoedt dat het juist zoutzuur is, waardoor men in groten getale de benen neemt. Degenen die het niet op eigen kracht lukt te vluchten, wordt door de ambulances weggebracht. Oud-CPN'er Wouter Gortzak had jaren later het volgende over deze avond te vertellen: "Ik was lid van een linkse studentenvereniging en we hadden de hele dag vergaderd over de gebeurtenissen in Hongarije. We wilden een standpunt innemen maar waren daar niet toe gekomen. Na de vergadering waren we moe en wilden we naar de bioscoop in de stad. Toen we de stad in gingen hoorden we dat er rellen waren. Ik besloot meteen om naar Felix Meritis te gaan. Op de Keizersgracht begon het al aardig druk te worden en toen ik eenmaal binnen was in het gebouw, stond daar mijn oma met een wandelstok strijdvaardig in de hand. Ze zei: "Ga naar huis jongen, het is hier te gevaarlijk." Zij was 72 en ik 25 jaar. Zij had minder angst dan ik. Ik ben toen toch naar de achterkant van het gebouw gegaan. Daar stond de drukpers van dagblad De Waarheid. Ergens in het pand vond ik een krat met kogelflesjes frisdrank. Die nam ik mee en die heb ik allemaal op de koppen van de demonstranten gegooid. Daar houden mijn heldendaden wel op. Ik was verder geen echte held."
Van communistische kant werd altijd beweerd dat vanaf elf uur 's avonds de politie pas echt in actie kwam en de grachten ging afzetten. Een aanblik van de gewonden zou ze pas hebben laten ingrijpen. Er gaan ook geruchten dat het geen toeval was: de politie zou de demonstranten tot elf uur alle ruimte hebben gegeven en nauwelijks hebben ingegrepen. Een agent schijnt eerder die avond te hebben geroepen "Om elf uur is het afgelopen" en een ander zou verontwaardigd zijn geweest over het feit dat hij vóór elven niets mocht doen. Pas na 23:00 uur laat de politie ook daadwerkelijk niemand meer op de grachten rond Felix Meritis toe en niet lang daarna komt een politie-inspecteur, begeleid door een agent, door de voordeur naar binnen. Ze komen echter niet verder dan het voorportaal en sommeren de CPN'ers dat het nu de hoogste tijd is om het gebouw te ontruimen. Wim van het Schip, een van de leiders die voor de coördinatie en verdediging van Felix Meritis hebben gezorgd, wordt woedend en reageert dat dit absoluut niet mogelijk is. De politie is er immers om de orde te handhaven en mochten zij hierin falen, dan zorgen ze daar wel hoogstpersoonlijk voor, bluft hij naar het duo. De agenten weten hier niks tegen in te brengen en druipen af en de CPN-leden zien dit als een overwinning.

#### Afloop
Het zal nog een aantal uren duren voor de rust daadwerkelijk terugkeert in de stad, al is het slechts van tijdelijke aard. De gemeentereiniging is verder nog urenlang bezig geweest om alle vertrapte en verscheurde boekresten en pamfletten, evenals de grote stapels glasscherven en vernielde sponningen op te ruimen. Als ze hiermee klaar zijn, begint het alweer langzaam licht te worden. De redacteuren van het dagblad zijn intussen nog steeds bezig met hun werk en rond drie uur 's nachts beginnen de persen alsnog te draaien nadat de schermutselingen zijn afgelopen. Als alle kranten van de persen zijn gerold, worden ze in wagens geladen en naar de abonnees gebracht. In de krant van 5 november 1956 begint de eerste kop opvallend genoeg niet met de gebeurtenissen in Hongarije maar juist met de Suezcrisis; het dagblad zet de opstandelingen weg als "fascistische elementen" die zijn "gefinancierd en aangespoord door de Amerikanen om hun duistere, subversieve activiteiten tegen het Hongaarse volk en zijn wettige regering voort te zetten". Ook noemt de krant de boze demonstranten "Groepen opgeschoten jongens en meisjes, opgehitst door de misleidende berichtgeving van de radio" die "georganiseerde terreur" hebben gepleegd aan "de eigendommen der arbeidersklasse."

#### Andere doelwitten
Naast Felix Meritis moeten meerdere andere procommunistische gebouwen en een lichtzuil het ontgelden die dag.
- De boekhandel en uitgever van de CPN genaamd Pegasus wordt ook vernield als de grote voorruit van de boekhandel, die zich aan de Leidsestraat bevindt, wordt ingegooid met een balk. De inhoud binnen wordt vervolgens overhoop gehaald.
- Het gebouw van de handelsvertegenwoordiging U.S.S.R.-Nederland aan het Museumplein krijgt eveneens te maken met vandalisme: aan de voorzijde sneuvelen meerdere ruiten en als enkele jongens aan de achterzijde van het gebouw licht zien branden, trekken ze naar de achtertuin waarna ook die ruiten worden ingegooid. Pas als een politieman zijn pistool trekt, worden de jongeren daar verdreven.
- Ten slotte is op het Leidseplein een lichtzuil met erop foto's van communistisch Hongarije vernield. Alleen de naam die verlicht is met neongroen licht, is bijna expres gespaard gebleven.[7][10]

### 5 november

#### Protestbijeenkomst

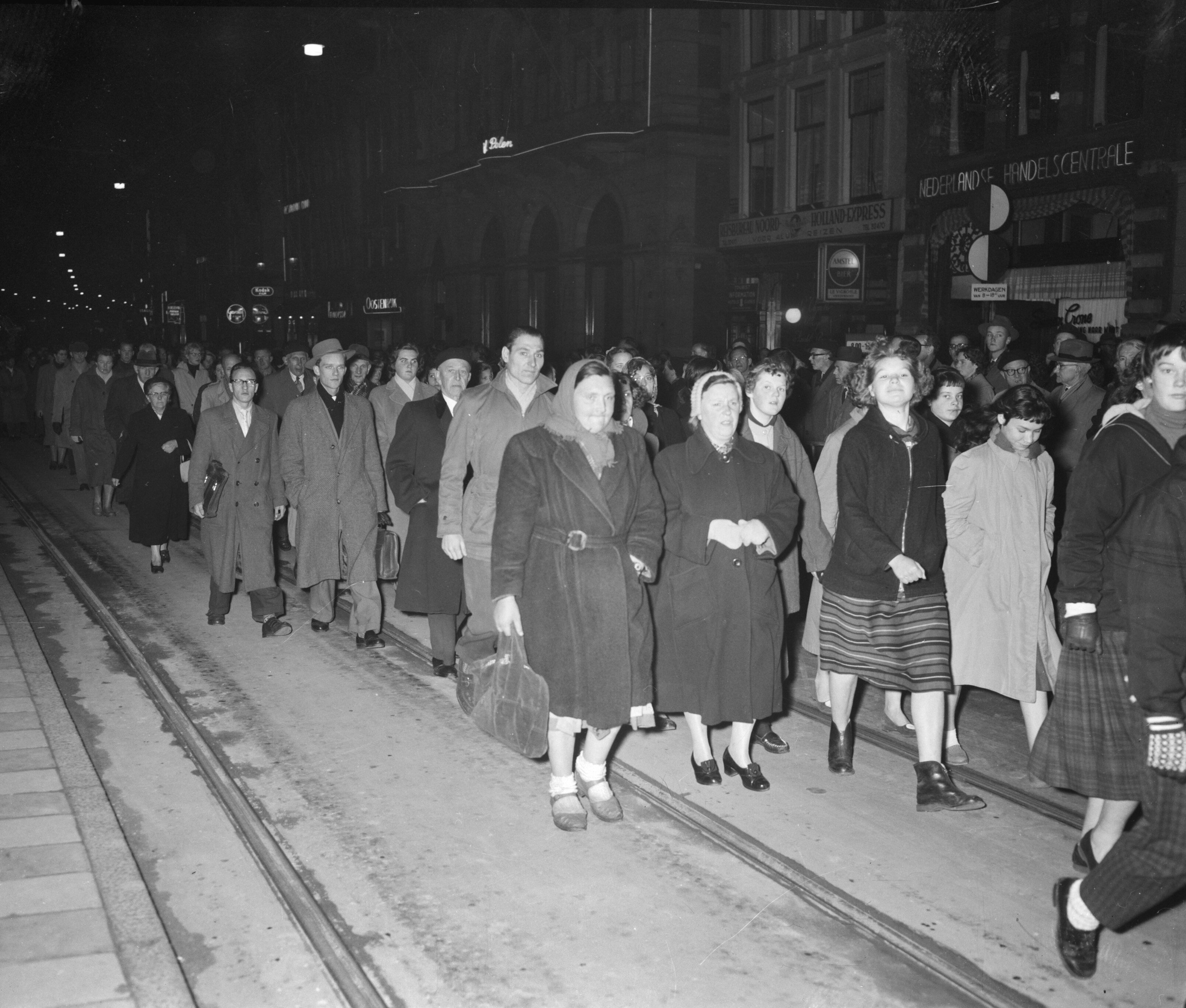
De herdenkingsavond op de Dam.

Als de volgende dag aanbreekt, staan veel kranten volledig in het teken van de inval in Hongarije. Sommige dagbladen verschijnen zelfs met extra edities. De verontwaardiging erover is enorm. Ook wordt er veel aandacht besteed aan de rellen en bestormingen in Nederland zelf: veel kranten beoordelen die veelal met begrip en sympathie. Hoewel het sociaaldemocratische dagblad Het Vrije Volk een van de weinigen is die de gewelddadigheden afkeurt, erkennen ze dat het "moeite kost onze voldoening daarover te onderdrukken". In het Algemeen Dagblad wordt gesproken over "eerlijk enthousiasme" en Het Parool vindt dat de handlangers van de Sovjet-Unie hun afstraffing "dubbel en dwars" hebben verdiend. Ook vindt op deze dag een grote protestbijeenkomst plaats en lopen velen mee in een stille tocht later die avond. 30.000 mensen komen bijeen op de Dam en de bijeenkomst wordt live op televisie uitgezonden - een nieuw fenomeen voor die tijd. Op de Dam wordt geëmotioneerd gesproken: sommige sprekers roepen op tot gebed dat volgens de voorzitter van de Christelijk Nationaal Vakverbond Marinus Ruppert "meer vermag dan Nikita Chroesjtsjov en zijn bevelhebbers". Voorzitter van het Nederlands Verbond van Vakverenigingen Henk Oosterhuis zweert plechtig tijdens deze bijeenkomst dat "de wereld zal niet rusten voor elk onderdrukt land vrij zal zijn". Net zoals vele andere bijeenkomsten die op deze dag worden gehouden, wordt de bijeenkomst afgesloten met het Wilhelmus.
Vanwege de afzijdige houding van de politie en de terughoudenheid van burgemeester D'Ailly om ze in te zetten, besluit CPN-voorman Gerben Wagenaar op maandagmiddag naar Den Haag te gaan om minister van Justitie Ivo Samkalden te vragen om D'Ailly direct tot de orde te roepen. Hij waarschuwt dat als Felix in brand vliegt, hij niet kan voorkomen dat zijn aanhangers als represaille het hoofdkantoor van De Telegraaf in de fik zullen steken. De dreiging werkt; de politie is vanaf dan beter voorbereid. De minister vroeg zich later nog wel af waarom de burgemeester geen verzoek tot hulp had aangevraagd bij het Korps Rijkspolitie. De reden hiervoor was het feit dat de nieuwe hoofdcommissaris van de politie Hendrik Jan van der Molen afkomstig was van de Koninklijke Marechaussee. Hij had ook een beroep gedaan op de aanwezige marechaussees in de stad, maar dit was tegen de zin van minister van Oorlog Kees Staf, die vreesde dat er te weinig troepen zouden zijn als er problemen binnen het Nederlandse leger zouden ontstaan. Tevens ontstonden er problemen bij de inzet van de marechaussee: het personeel bleek in veel gevallen te jong en onervaren. De eindconclusie was dat een aantal keren bandeloos was opgetreden door de troepen.

#### De sfeer slaat om

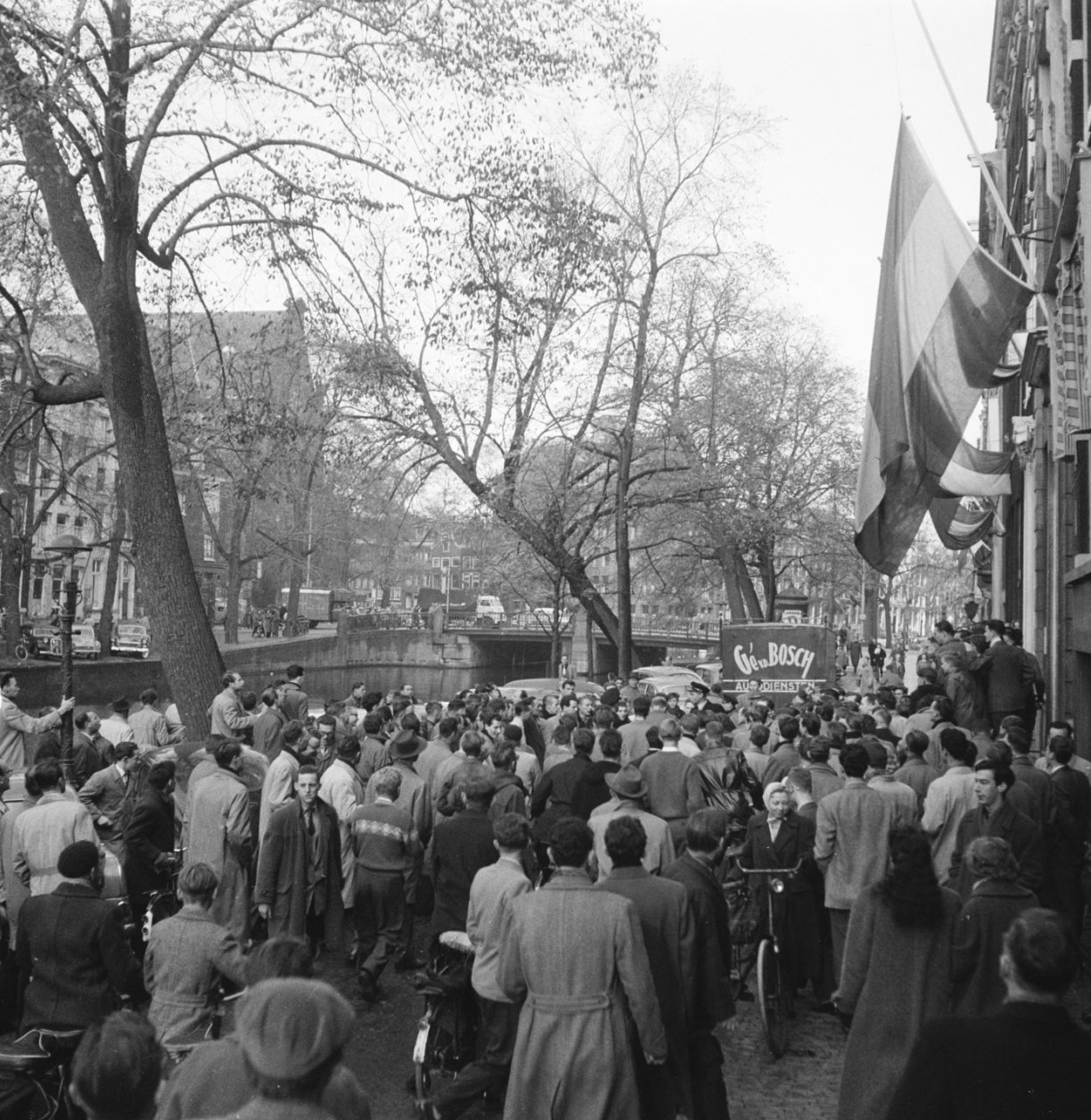
Protesterende mensen op de Keizersgracht in de middaguren.

De protestbijeenkomsten in de middag verlopen in een opgewonden maar respectvolle sfeer. De situatie verandert naarmate de dag vordert en bij het vallen van de avond komen wederom veel mensen samen bij de grachten en roepen ze anticommunistische leuzen naar de CPN'ers in Felix Meritis. Dit protest wordt zelfs massaler bezocht dan op zondag. De politie is ditmaal beter voorbereid en dat leidt tot heuse veldslagen tussen rellende jongeren en de ordehandhavers. Die avond staat een politiemacht van 700 agenten, 40 rechercheurs en 130 man marechaussee klaar om in de stad de orde te handhaven. Ondanks deze grootschalige voorbereidingen komt het opnieuw tot ongeregeldheden rond het nu volledig gebarricadeerde hoofdkantoor. De stemming in het gebouw is volgens de Binnenlandse Veiligheidsdienst nog strijdvaardiger dan de vorige dag. Dit komt vooral vanwege de aanvoer van leden uit de provincie Groningen en met name vanuit het CPN-bolwerk Finsterwolde. De situatie wordt wederom gespannen als de samengetrokken menigte probeert om het gebouw meermaals te bestormen, met verscheidene gewonden tot gevolg. Ook beperken de rellen zich niet specifiek meer tot dele belegering van het gebouw zelf: jongeren vernielen de straatverlichting en meerdere auto's worden in de gracht gegooid. Sommige relschoppers die worden gearresteerd blijken "in het bezit van flessen die gedeeltelijk gevuld zijn met benzine, hamers of ander slagmateriaal" zoals een rapport van de politie Amsterdam later rapporteert. Ook is meermaals geprobeerd om met hulp van molotovcocktails het pand in brand te laten vliegen, maar dit mislukt. Lokale krant Het Nieuws van den Dag vermeldt dat de ambulances "af en aan rijden".

### 6 november
Op dinsdag is het vrijwel de hele dag rustig bij Felix Meritis. De politie en marechaussee hebben op deze dag de Keizersgracht, Prinsengracht en omgeving afgezet waardoor niemand dicht bij het gebouw kan komen. Ook is er in het midden van de Keizersgracht een boot van de waterpolitie aanwezig. Er zijn hoogstens wat toeschouwers op de Elandsgracht aanwezig. Er is in de middag wel een jongerendemonstratie op de Dam die georganiseerd is door middelbare scholieren, om aandacht te vragen voor de Hongaarse vluchtelingen en na afloop is een poging gewaagd om het gebouw te bereiken, maar dit is mislukt. Ook heeft de politie moeten optreden tegen jongeren en relschoppers op de Westermarkt en bij de Nieuwendijk.

### Niet alleen Amsterdam
Naast de hoofdstad is het op veel andere plekken in Nederland ook onrustig. Net als in Amsterdam is de politie niet goed voorbereid op de massale onrust en weet die niet of nauwelijks te stoppen als gevolg.

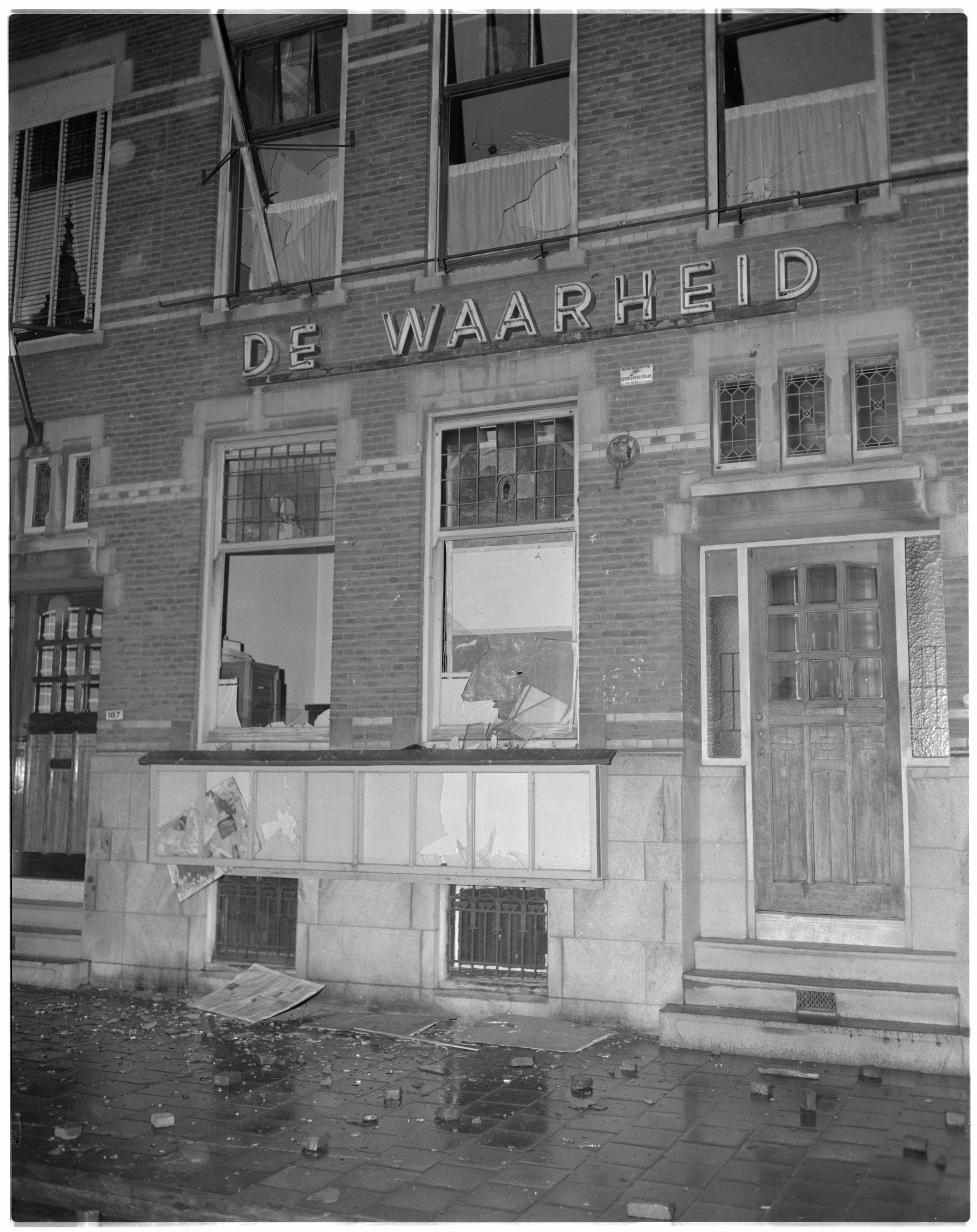
Het beschadigde kantoor van de CPN aan de Heemraadssingel, Rotterdam.

- In Rotterdam beginnen de eerste ongeregeldheden al op zondag. In de middag ontstaan de eerste, kleine incidenten als een verontwaardigde man vitrineruiten bij het redactiekantoor op de Heemraadssingel 185 kapot slaat. Een aantal uren later gooien onbekenden meerdere stenen door twee ruiten.[10] Hierop richt de politie een post op de hoek van de Heemraadssingel en Vierambachtsstraat. Dit kan echter niet voorkomen dat die avond honderden mensen zich bij het pand van De Waarheid verzamelen en stenen beginnen te gooien. Het kost de politie grote moeite de menigte terug te dringen maar ook dit voorkomt niet dat een buurtbewoner op straat - die niets te maken heeft met het dagblad - wordt gemolesteerd door de groep als ze vermoeden dat hij een van de CPN-leden is. Ook op maandag loopt het uit de hand: het komt meerdere keren tot confrontaties met de politie nadat relschoppers voetzoekers en stenen naar ze gooien en de Mobiele Eenheid moet meerdere charges uitvoeren om de situatie weer onder controle te krijgen. Ook sneuvelen de ruiten van de communistische boekenwinkel Pegasus aan de Hoogstraat. Eerder op de dag is in de Ahoyhallen een protestbijeenkomst gehouden, net als in Amsterdam, die rustig verloopt.[5][17][18]
- In Den Haag raken zeker vijf agenten gewond bij rellen nadat een boze menigte gooit met stenen en huisvuil. De agenten moeten zelfs met scherp schieten omdat duizenden demonstranten op de been zijn. Ook hier richt de woede zich vooral op de lokale redactie van De Waarheid op de Prinsegracht, die twintig minuten lang wordt bekogeld met klinkers. De communistische boekhandel Pegasus, Sovjetambassade en de Eenheids Vakcentrale in de stad worden eveneens belaagd.[5][7][19]
- In Utrecht sneuvelen tevens ruiten van het hoofdkantoor van De Waarheid aan de Mariaplaats en komt het tot confrontaties met de politie. Ook dringen zo'n 150 jongeren het aan de CPN gelieerde EVC aan de Lange Smeestraat binnen waarna ze alle ruiten breken en het kantoor overhoop halen. Een aantal ruiten van een woning boven het kantoor moet het hierbij mede ontgelden.[5][20] Ook wordt de woning van CPN-raadslid van de stad Aat de Vries bestormd en daarbij sneuvelen ruiten van zowel zijn huis als die van anderen in zijn blok.[9]
- In Haarlem gooit iemand 's nachts een steen door een winkelruit van het bijgebouw van De Waarheid aan de Schoterweg, waardoor de TL-buizen die de etalage verlichten evenals de ruit sneuvelen.[10]
- In Dordrecht bestormt een woedende menigte het huis van het enige communistische raadslid in de stad, Kees Stek. Alle ramen sneuvelen hierbij en dat terwijl zijn gezin nog thuis is.[21][22] Ook is communistische propaganda op straat in brand gestoken.[18]
- In Bussum en Hilversum is ook sprake van ongeregeldheden waarbij twee jongeren in de tweede stad door een politiekogel worden geraakt. Er blijkt vanuit de groep op de agenten te zijn geschoten, die vervolgens genoodzaakt zijn om terug te schieten.[5][18]

## Nasleep
Na die dinsdag bleef het de volgende maanden nog altijd onrustig in Amsterdam. Om die reden besluit Dick Kort om nog een aantal maanden het gebouw te bewaken en er in te slapen, samen met een handjevol andere CPN'ers. Mochten er nog andere relschoppers langskomen, dan konden die snel worden weggejaagd was het idee. Wouter Gortzak besluit om zijn colleges weer te volgen na drie onrustige dagen, al is hij toen nog bang voor reacties van medestudenten. Dit blijkt echter mee te vallen.
Na de ongeregeldheden bleek dat de politie de situatie met moeite onder controle wist te krijgen, en in veel steden gesteund moest worden door pelotons 'harde bijstand', de marechaussee en zelfs de mariniers. De heftigheid is ook grotendeels te verklaren uit het meegaande optreden van zowel de politie als de machthebbers. Burgemeester D'Ailly verklaarde "best te begrijpen dat de bevolking er behoefte aan had aan haar verontwaardiging lucht te geven" en "dat men hiervoor communistische bolwerken en zelfs communisten uitkoos was vanzelfsprekend." Ook de pers was niet te spreken over de rellen op 6 november, zeker in vergelijking met de eerdere gebeurtenissen van de vorige avond. De beschuldigende vinger werd niet langer naar de goedpratende communisten, maar juist naar de 'rock-'n-roll-jeugd' gewezen. "De herrieschoppers waren voor het merendeel jongelui, die meenden dat nu ook werkelijk alles geoorloofd was", schreef Het Parool onder meer. Het AD beschreef de relschoppers als "nozems" en "de lanterfanters van de Nieuwendijk."
De CPN beschuldigde de politie na de uit de hand gelopen demonstraties van nalatig optreden tegen een, wat door de partijbrochure is omschreven als "Katholieke reactie" en de "knokploegen van het fascisme". Dat verwijt blijkt gedeeltelijk correct want een intern verslag van de Amsterdamse politie onthult dat ze erkende dat er op die zondag inderdaad nogal laks werd opgetreden tegen de boze demonstranten. Er had al vrijwel direct ingegrepen kunnen worden, maar dat had "de communisten in de kaart gespeeld" concludeerde de Amsterdamse hoofdcommissaris Hendrik Jan van der Molen. Ook beweerde ze in hun krant De Waarheid dat de demonstraties waren geregisseerd: de molotovcocktails waren uitgedeeld bij het hoofdkantoor van het Katholieke dagblad De Tijd en ook de leden van de KAJ (Katholieke Arbeidersjeugd) zouden zich schuldig hebben gemaakt aan wandaden. Deze aantijgingen zijn echter nooit bewezen. Wel was het de procureur-generaal van Amsterdam opgevallen dat veel herrieschoppers in de hoofdstad, maar ook in Utrecht en Hilversum, zich "tevoren van flessen benzine hadden voorzien om blijkbaar brand te stichten" en "Dat dit op meerdere plaatsen in ons land is gebleken, zou kunnen wijzen op een daaromtrent in bepaalde kringen gemaakte afspraak." Het is nooit duidelijk geworden om welke kringen dit zou gaan. Er was desalniettemin wel enige sprake van regie omdat sommige dagbladen de partijkantoren van de CPN en adressen van individuele CPN'ers met naam en adres publiceerden. Zo meldde het AD op maandag 5 november dat de demonstranten in Amsterdam de vorige dag waren opgetrokken naar "de beide gebouwen van de evc, gelegen Prinsengracht 739 en Vondelstraat 54" en Het Parool plaatste dat de woningen van Friedl Baruch en Henk F. Koning , "Jekerstraat 45 en Weesperzijde 2" door demonstranten waren belaagd. Het was geen verrassing dat de genoemde adressen die maandagavond alweer werden aangevallen hierdoor.
Zowel op zondag als maandag werden nauwelijks arrestaties verricht. In de hoofdstad werden totaal 15 demonstranten aangehouden, onder wie 3 leden van de CPN. Ook dit laat zien dat politie en justitie, althans in het begin, een zeker vooroordeel hadden tegenover de CPN-leden. Op maandag veranderde deze houding, maar had de politie het zo druk met de handhaving van de openbare orde dat er toen bijna geen tijd meer was voor aanhoudingen en arrestaties.